# 나탈리아 오레이로
나탈리아 오레이로(Natalia Oreiro, 1977년 5월 19일 ~ )는 우루과이의 싱어송라이터, 배우, 모델이다.

## 음반 목록

### 정규 앨범
- Natalia Oreiro (1998)
- Tu Veneno (2000)
- Turmalina (2002)